# Acanthodactylus blanci
Acanthodactylus blanci är en ödleart som beskrevs av  François Doumergue 1901. Acanthodactylus blanci ingår i släktet fransfingerödlor, och familjen lacertider. IUCN kategoriserar arten globalt som starkt hotad. Inga underarter finns listade i Catalogue of Life.